# Трипанъёль
Трипанъёль — река в России, протекает в округе Вуктыл Республики Коми. Правый приток Лемъю. Устье реки находится в 79 км по правому берегу реки Лемъю. Длина реки составляет 32 км.
В 8 км от устья по правому берегу впадает река Пыле-Иван-Шор.

## Этимология
В основе гидронима личное имя Трифон и коми ёль — «ручей», «лесная речка». Трипанъёль — «ручей Трифона».

## Данные водного реестра
По данным государственного водного реестра России относится к Двинско-Печорскому бассейновому округу, водохозяйственный участок реки — Печора от водомерного поста у посёлка Шердино до впадения реки Уса, речной подбассейн реки — бассейны притоков Печоры до впадения Усы. Речной бассейн реки — Печора.
Код объекта в государственном водном реестре — 03050100212103000061234.